# Fafojtó

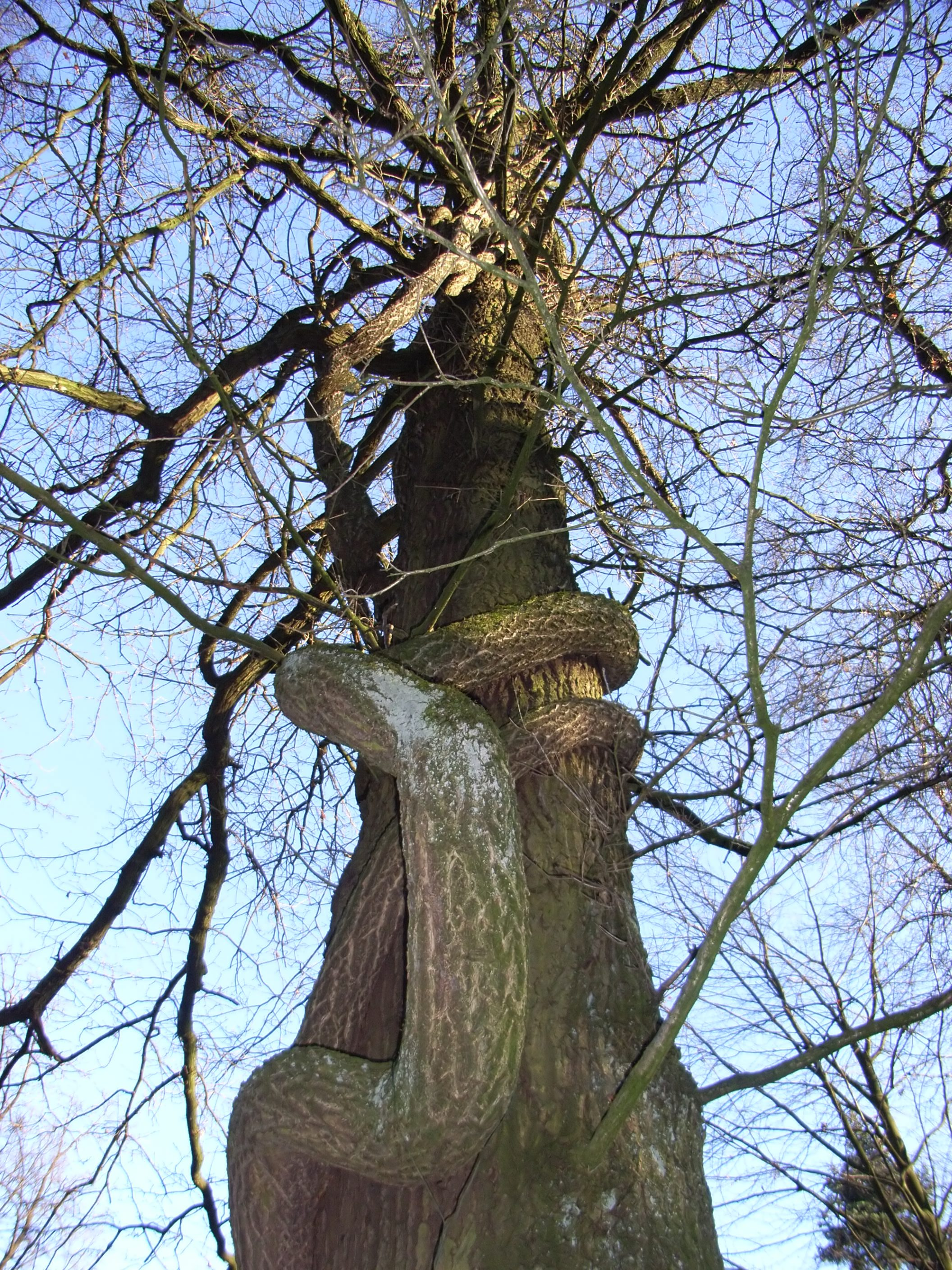
Csavaros fafojtó (Celastrus orbiculatus) törzse a bielefeldi botanikus kertben

A fafojtó (Celastrus) nemzetség a valódi kétszikűek Eurosids I kládjába sorolt kecskerágó-virágúak (Celastrales) rendjében a névadó kecskerágófélék (Celastraceae)család kecskerágóformák (Celastroideae) alcsaládjának egyik nemzetsége mintegy 30–40 fajjal — erről a nemzetségről kapta tudományos nevét az alcsaládtól egészen a rendig mindegyik magasabbrendű taxon.

## Származása, elterjedése
Legtöbb faja Kelet- és Délkelet-Ázsiában él, de az alcsaládban szokatlan módon néhányuk az északi flórabirodalom mérsékelt égövi részein települt meg, így a kúszó fafojtó (Celastrus scandens) az atlantikus–észak-amerikai flóraterületen és Európában.
Egyedi kivételként az eredetileg a Távol-Keleten (északon az Amur mentéig és Dél-Szahalinig honos csavaros fafojtó (Celastrus orbiculatus) megtelepült és özönnövényként terjeszkedik Észak-Európában, az Amerikai Egyesült Államokban (és Kanada déli részén), valamint Új-Zélandon is.

## Megjelenése, felépítése
Egyes fajai bokrok, mások fás szárú kúszónövények.
Átellenesen álló, egyszerűek, tojásdad levelei jellemzően 5–20 cm hosszúak. Kis, hosszú szálú virágai fehérek, rózsaszínűek vagy zöldesek.
Termése a kecskerágógéhoz hasonló, háromosztatú bogyó.

## Életmódja, termőhelye
Jobbára élőhelyének megfelelően örökzöld, fél-örökzöld vagy lombhullató.
A fafojtó nevet azért kapta, mert folyondár jellegű fajai bár nem a szó szűkebb értelmében vett élősködők, azaz nem szívják el a tápanyagot azoktól fáktól, amelyekre felfutnak, de agresszívan beborítják azokat, elfogják lombjuktól a napfényt, így a fotoszintetizálás lehetőségétől megfosztott fa elpusztul, „éhen hal”.

## Felhasználása
Egyes fajait dísznövénynek ültetik, illetve bonszainak nevelik. meredek lejtőkön, kivételesen a talajerózió fékezésére is használatos.

## Fordítás
- Ez a szócikk részben vagy egészben  a   Celastrus című angol Wikipédia-szócikk ezen változatának fordításán alapul.  Az eredeti cikk szerkesztőit annak laptörténete sorolja fel. Ez a jelzés csupán a megfogalmazás eredetét és a szerzői jogokat jelzi, nem szolgál a cikkben szereplő információk forrásmegjelöléseként.